# Wat Ratchaburana
Wat Ratchaburana (en tailandés: วัดราชบูรณะ) es un templo budista (wat) en el Parque histórico de Ayutthaya, Ayutthaya, Tailandia. El prang principal del templo es uno de los mejores de la ciudad. Situado en la sección de la isla de Ayutthaya, Wat Ratchaburana está inmediatamente al norte de Wat Mahathat.

## Historia
Según la mayoría de las versiones de las Crónicas Reales de Ayutthaya (en tailandés: พระราชพงศาวดารกรุงศรีอยุธยา), phraratcha phongsawadan krung sri ayutthaya), Wat Ratchaburana fue fundada en 1424 («en el Año del Perro 780 C.S.») por el rey Boromma Ratchathirat II (1424-1448) del Reino de Ayutthaya y construida sobre el sitio de cremación de sus dos hermanos mayores. Los dos hermanos habían luchado hasta la muerte en un duelo de elefantes por el trono "al pie del puente Pa-Than", por la sucesión real de su padre Intharacha, «al pie del puente Pa-Than»". El nombre del templo puede traducirse como Cumplimiento Real. Esta versión corresponde a la historiografía «oficial» de Tailandia, basada en estudios del príncipe Damrong Rajanubhab.
La versión Luang-Prasoet de las Crónicas Reales, sin embargo, fecha el duelo de los dos hermanos al año 786 C.S., «un año del dragón» (1430). El tercer hermano, el príncipe Sam Phraya, fue coronado rey Boromarajá. Hizo construir dos Chedis en el lugar del duelo. En el mismo año fundó el monasterio Wat Ratchabun (Méritos Reales), que aparentemente era independiente del acontecimiento que llevó a su coronación.
El penúltimo soberano del reino de Ayutthaya, Uthumphon, hecho rehén por los birmanos en 1767, escribe en su crónica que Wat Ratchaburana fue fundada por el rey Ekathotsarot (ca. 1605-1610) «en la ciudad al sudeste del palacio».
Por último, está la versión de los «habitantes de la antigua capital» (Khamhaikan Chao Krung Kao) que fueron capturados por los birmanos en 1767. Esta versión describe la fundación de siete grandes monasterios por el rey Borommakot (1733-1758), uno de los cuales se llamaba Wat Ratchaburana. 
En 1957 la cripta del templo fue saqueada con un gran número de imágenes de Buda y artefactos de oro. Los ladrones fueron capturados más tarde, pero pocos de los tesoros fueron recuperados. Algunos de los que fueron recuperados se encuentran en el cercano Museo Chao Sam Phraya. En excavaciones posteriores de la cripta se han descubierto muchas más imágenes raras de Buda.

## Arquitectura y arte

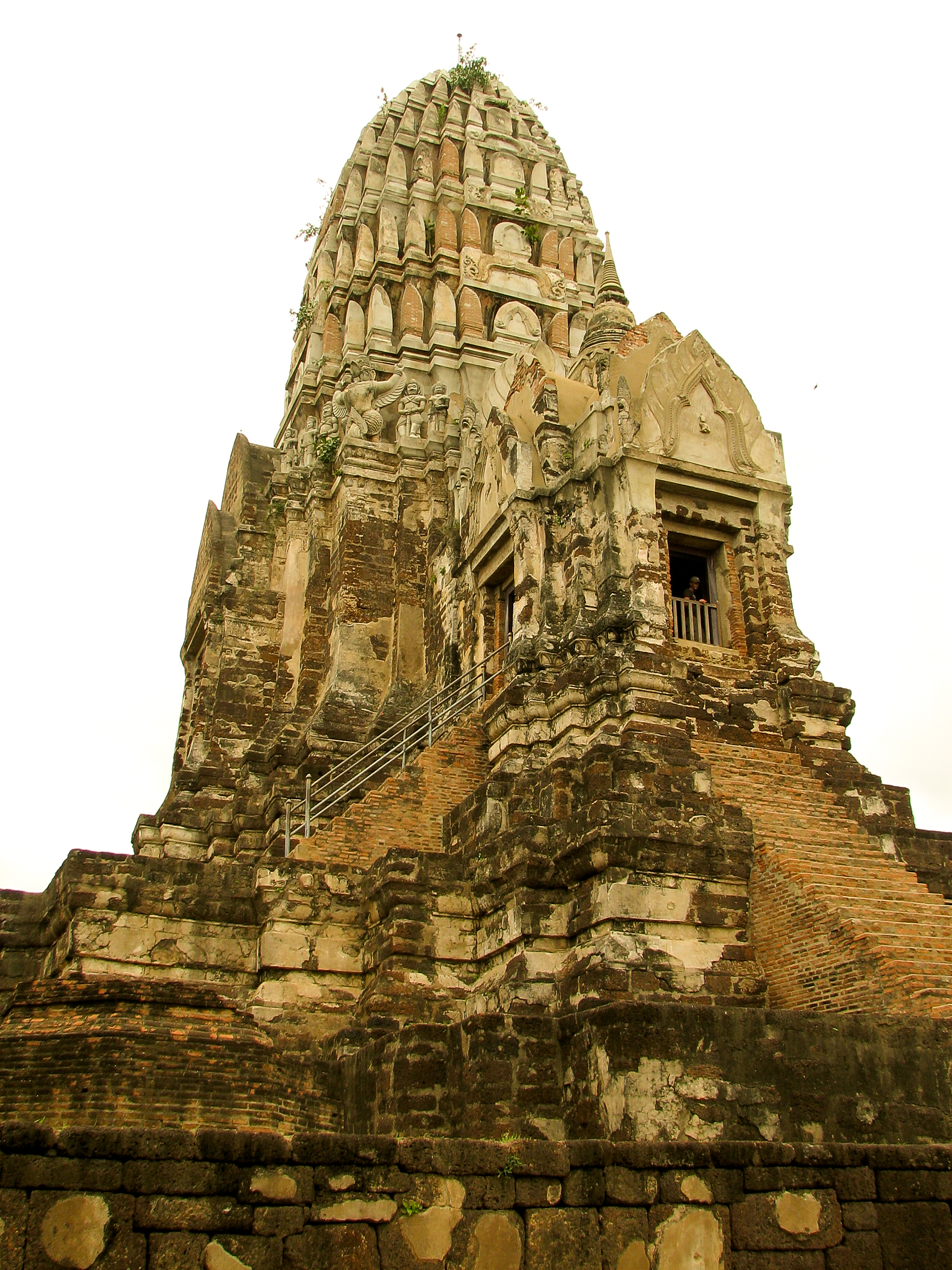
Pran central.

El prang central del templo ha sido restaurado. Se puede ver el trabajo original de estuco, por ejemplo Garuda bajando en picado sobre un nāga. Están representadas otras criaturas míticas así como el loto. Cuatro estupas de Sri Lanka rodean el prang principal.
Durante los extensos trabajos de restauración iniciados por el gobierno tailandés, en 1957-1958 se encontraron objetos de valor histórico en una cripta del prang, accesible por empinadas escaleras, alberga frescos descoloridos . Estos comprenden algunos de los raros ejemplos del período Ayutthaya temprano. Las imágenes de Buda de la cripta, que se encuentran en el Museo Nacional Chao Sam Praya en Ayutthaya, muestran influencias jemeres y sukhothai. También se han hallado vestiduras reales confeccionadas con oro y decoradas con joyas, joyas antiguas de la mejor artesanía y varias estatuas de oro de Buda. Se exhiben en el Museo mencionado. Investigaciones posteriores han revelado un total de tres habitaciones, tres de las cuales están decoradas con murales. Sirvieron como estancias de ofrendas y no estaban originalmente destinadas al público. Las habitaciones estaban llenas de miles de tablillas votivas cuidadosamente apiladas que contenían imágenes de Buda de Tailandia, India, Birmania, Indonesia y Nepal. Entre las tablillas votivas hay también tres con inscripciones chinas y una placa de oro con caracteres chinos. También hay dos piezas de oro de Cachemira, tres retratos de Buda de Sri Lanka, un Buda de piedra de la India y otro de Nepal.  

## Conservación

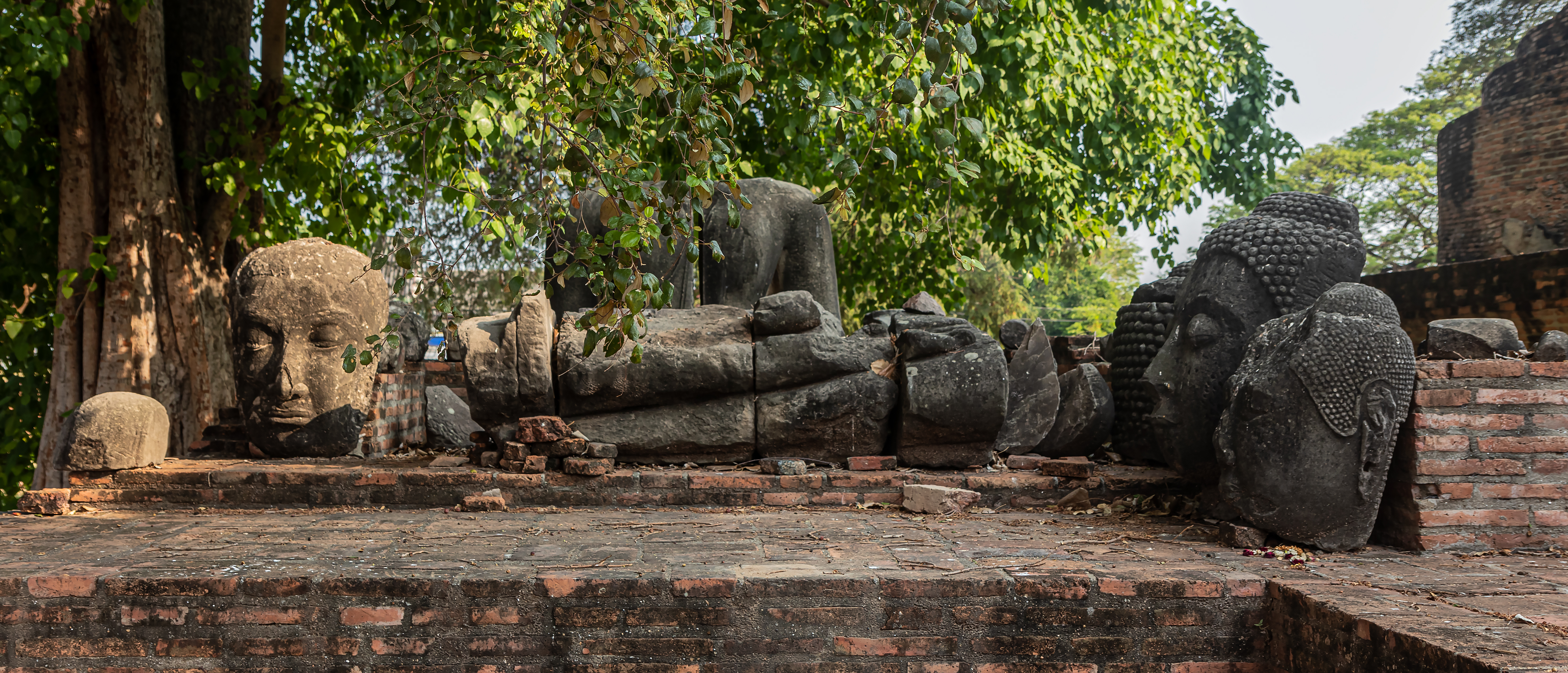
Partes de esculturas en Wat Ratchaburana.

Wat Ratchaburana se vio gravemente afectada por las inundaciones del otoño de 2011, ya que el agua de grandes extensiones del Parque Histórico de Ayutthaya alcanzó una altura de un metro durante varias semanas. En diciembre de 2011 se celebraron conversaciones entre el Fine Arts Department (Departamento de Bellas Artes de Tailandia) y la Embajada de Alemania, en las que se seleccionó a Wat Ratchaburana como «objeto de conservación». Aquí se debía desarrollar un concepto ejemplar para conservar el fino estuco y las decoraciones de yeso. El German Wat Ratchaburana Safeguarding Project (GRASP)  fue fundado en 2012. Los socios del proyecto son el Fine Arts Department,  y el Institut für Restaurierungs- und Konservierungswissenschaft (CICS) (Instituto de Ciencias de la Restauración y Conservación) de la Escuela Técnica Superior de Colonia, bajo la dirección de Hans Leisen. El proyecto contó con el apoyo del Ministerio Federal de Asuntos Exteriores de Aelmania y con la participación de la Oficina de la UNESCO.
En tres grandes campañas, verano de 2012, primavera y verano d 2012, un amplio equipo alemán trabajó junto con un equipo de la Oficina del Parque Histórico de Ayutthaya. Todos los pasos de conservación fueron descritos con precisión y traducidos al tailandés. La duración del proyecto estuvo limitada hasta diciembre de 2013. Durante este tiempo se pudieron terminar los trabajos en el edificio de entrada y en el lado sureste del Prang. La conservación del lado suroeste y las medidas de seguridad de emergencia fueron preparadas para que los empleados tailandeses pudieran llevar a cabo trabajos adicionales de manera independiente si no se aprobaban más fondos del Ministerio de Relaciones Exteriores.